# Vince Cable
Doctor John Vincent (Vince) Cable (York, 9 maggio 1943) è un politico ed economista britannico.
Laureato in economia, tra gli anni sessanta e ottanta Cable fu consulente per il governo britannico e per alcuni governi del Commonwealth. Negli anni Novanta fu dirigente per la Shell. Nella sua carriera politica aderì inizialmente ai laburisti, ma in seguito passò al Partito Socialdemocratico (questo partito confluì negli attuali Liberal Democratici).
Nel 1997 Cable venne eletto alla Camera dei Comuni nel collegio di Twickenham. Dal 2010 al 2015, è stato Ministro del Commercio e dell'Industria del governo di coalizione di David Cameron.
Nel 2017 è nuovamente eletto. Il 20 luglio 2017 è stato eletto Leader del Partito Liberal Democratico dopo le dimissioni di Tim Farron. Si dimette dalla carica il 24 maggio 2019. Cable guida comunque il partito durante la campagna elettorale per le Elezioni europee del 26 maggio, dove i liberali otterranno un ottimo 20% (primo risultato a doppia cifra dopo nove anni).